# Nain (Indonésie)
Pour les articles homonymes, voir Nain.
 (mars 2021).
Si vous disposez d'ouvrages ou d'articles de référence ou si vous connaissez des sites web de qualité traitant du thème abordé ici, merci de compléter l'article en donnant les références utiles à sa vérifiabilité et en les liant à la section « Notes et références ».
Nain (prononcé "naïne") est une île d'Indonésie proche de la côte nord de l’île de Célèbes. L’île fait partie du Parc national marin de Bunaken.